# Gorgija
 Ovo je glavno značenje pojma Gorgija. Za istoimeni Platonov dijalog pogledajte Gorgija (dijalog).
Gorgija (oko 483. pr. Kr. - oko 375. pr. Kr.) grčki filozof, sofist i retoričar.
Kao poslanik Sirakuze 427. pr. Kr. dolazi u Atenu, gdje je osnovao i vodio retorsku školu. Pripisuju mu se različiti filozofski i retorski spisi. Njegovo učenje bilo je potpuni spoznajni skepticizam.
Njegove osnovne teme izražene su u tri stava:
- 1. ništa ne postoji
- 2. ako nešto postoji, onda je nespoznatljivo
- 3. Čak i ako se može spoznati, ne može se izraziti i objasniti

Platon je njegovo učenje kritizirao u svom dijalogu "Gorgija"

## Život
Gorgias je drugi veliki sofist starije generacije. Brzo je stekao slavu i bogatstvo. Možda je učenik Protagore. Za njega znamo da je 427. pr. Kr. na čelu poslanstva svoga zavičaja, došao u Atenu da moli pomoć protiv Sirakuze, koja je navalila na Leontine. Gorgija je očarao Atenjane sjajnom pripovijetkom, i oni pošalju mornaricu put Sicilije. Zbog tog napada Atena je izgubila Peloponeski rat. Gorgias se vratio kući, ali uskoro otputuje u Heladu, gdje kao učitelj besjedništva ide od varoši do varoši.
Gorgija se u kasnijim godinama svoga života odrekao filozofije i posvetio isključivo retorici. Znao je da svojom teorijom besjedništva daje učenicima oštro i opasno oružje, i da ga oni mogu upotrijebiti i na dobro i na zlo, on je sam živio besprijekorno i čuvao se da ne povrijedi tradicionalni moral.

## Spisi
Glavno djelo: O prirodi ili o nepostojećem (o nebitku), izgubljeno, Posmrtni govor, Olimpijski govor, Odbrana Helene, Odbrana Palmenedesa. Najviše njegovih tekstova nalzimo u Sekst-Empiriku. Platon je napisao dijalog Gorgija, u kojem kritizira njegovo učenje, Sokrat tu protiv prividne retorske obrazovanosti postavlja filozofiju kao pravu obrazovanost koja donosi sreću i blagostanje.

## Učenje
Jedan je od najznačajnijih predstavnika starije sofistike. Skeptik čiji radikalni argumenti baziraju i na nekim aporijama elejca Zenona i Melisosa, koje, međutim, dovodi do određenih apsurdnih posljedica te samim tim negira njihovu vrijednost.
Gorgiasova rasprava O nebiću ili O prirodi 363. SEXT Gorgias Leontinac pripadao je istoj skupini kao oni filozofi koji su porekli kriterij objektivne spoznaje, ali ne na temljeju istog smjera mišljenja kao Protagora i njegovi sljedbenici. U spisu O nebiću ili o prirodi razvija on, naime, tri temeljne postavke koje se redoslijedom nadovezuju jedna na drugu: 
1. da ništa ne postoji,
2. da ako i postoji za čovjeka je nespoznatljivo
3. da ako je i spoznatljivo ne može se ni na koji način priopćiti.

Sve tri ove tvrdnje Gorgija objašnjava vrlo originalno izvedenim, formalno logički besprijekornim argumentima.

### Prva tvrdnja
Da ništa ne postoji Gorgija ovako izvodi: mora postojati ili biće ili nebiće ili i biće i nebiće. Nebiće ne postoji, jer ako bi postojalo istovremeno bi i postojalo i ne bi postojalo, što je besmisleno. I dalje, ako bi postojalo nebiće, ne bi postojalo biće, jer se to dvoje uzajamno isključuje. 
Ako bi biće postojalo bilo bi ili vječno ili nastalno, ili i vječno i nastalno istovremeno. Ako je vječno, nema početka, a sve što nema početka je neizmjerno i ako je neizmjerno nije nigdje, a što nije nigdje toga nema. Ako bi bilo negdje, bilo bi obuhvaćeno nečim što je različito od njega i tako ne bi bilo neizmjerno. Ipak biće nije ni obuhvaćeno samim sobom, jer ono što obuhvaća i ono što je obuhvaćeno jest dvostruko, a to je besmisleno. Dakle, ako je biće vječno, onda ne postoji. Međutim, biće nije ni nastalno, jer ako jest, onda je moglo nastati ili od bića ili od nebića, a oboje je nemoguće. No biće također nije istovremeno vječno i nastalno, jer se to dvoje uzajamno ukida. Kako biće nije ni vječno ni nastalo ni oboje istovremeno, biće ne postoji. 
Isto tako je besmisleno reći da postoji i biće i nebiće. Ako postoji i biće i nebiće, biće identični u pogledu postojanja, pa kako nebiće ne postoji, ono što je identično s njim također ne postoji.

### Druga tvrdnja
I kada bi nešto postojalo, ne bi se moglo misliti ni spoznati. Ako mišljeno stvarno ne postoji, ni biće se ne može misliti. Jer ako mišljenom pripišemo npr. bjelinu, pa se ona može zamisliti, onda ako mišljeno ne postoji, nužno je da ono što postoji ne može biti mišljeno. Da mišljeno ne postoji, Gorgija dokazuje ovako: ako mišljeno postoji, onda postoji sve što je mišljeno, bilo kako ga tkogod zamislio, a to je besmisleno. Netko bi mogao zamisliti čovjeka koji leti ili kola koja voze po moru, a to ne znači da čovjek leti čim je zamišljen da leti. Dakle, zaključuje Gorgija, mišljeno ne postoji.	

### Treća tvrdnja
Kada bi se štogod i moglo spoznavati, ne bi se moglo drugima saopćiti. Ako postoje stvari izvan nas koje opažamo osjetilima, ne možemo ih saopćiti riječima, jer riječ nije postojeća stvar, pa tako mi ne saopćavamo same stvari, već riječ koja je različita od samih stvari. Kako vidljive stvari vidimo, čujne čujemo, a ne obrnuto, te vidljivo ne može postati čujno i obrnuto, onda ono što postoji van, ne može postati riječ. Tako se ni spoznaja, ako bi i postojala, ne bi mogla prenijeti drugome.
Mogu li se riječi odnositi na predmete? Gorgija – nikada riječima ne možemo opisati istinu (riječ ćevap, gladnom čovjeku, on je još uvijek gladan). Kako bi mogli riječima da prenesemo znanje o boji, kad uho čuje samo zvukove. Ako riječi nisu vezane za stvar nema znanja. Riječi iskazuju biti stvari.
Vještina o pravom trenutku. Čovjek ne treba misliti o beskorisnim stvarima, npr. vječnim. Gorgija – istina – riječi nastaju iz našeg iskustva, odnose se na naše iskustvo. Istina je ono kako nam se čini. Možemo naše stvari iskazivati kroz naše iskustvo.
Gorgijino stajalište, iako je u polazištu i argumentaciji drugačije, ima dosta sličnosti s Protagorinim. Kriterij istinitosti nije ono što postoji po sebi, jer je njegovo postojanje upitno, a ono se ne može ni spoznati, niti se znanje o njemu može drugome prenijeti. Protagora i Gorgija se slažu da, iako nema istine «metafizički» utemeljene, ipak time nije nestala sama mudrost. Međutim, ona nije više otkrivanje datog poretka univerzuma, nego se može doseći kroz dijalog. Ova činjenica nam objašnjava zbog čega su sofisti tako visoko rangirali retoriku. Problem govora i bitka sofisti su nasljedili od svojih prethodnika, prije svega od Parmenidesa i Heraklita. Ono protiv čega su se sofisti borili jeste stav da bitak daje govoru istinu. Sada kada je takva pretpostavka uklonjena, ostaje da se učini govor uvjerljivijim, da se podjednako dobro može argumentirati za i protiv. Pošto se o svakoj stvari može imati više od jednog mišljenja, onda se govornik mora vježbati u izvođenju različitih dokaza, a vrhunac je kad uspije da slabiji λόγος učini jačim. Slično Protagorinom stavu da se o svakoj stvari može govoriti na dva različita načina, Gorgija smatra da je glavna karakteristika govornika da svaku stvar može hvaliti i kuditi.
Zapitanost o porijeklu naše spoznaje donosi odustajanje od neposredne spoznaje univerzuma. Više se i ne postavlja pitanje kakav jest vanjski svijet po sebi. Ovakav antikozmološki stav starijih sofista dovodi do odricanja od božanskog pogleda na svijet. Otpada stajalište da ima neka pozicija mimo neposrednog iskustva pojedinca i jezika, te zbog toga nema ni pokušaja izgradnje nekog cjelovitog filozofskog sustava. Ovaj filozofski uvid je razlog sofističkog okreta ka čovjeku, a ne, kako se često ponavljalo u povijestima filozofija, nedostatak interesa za kozmološke probleme. Odustajanjem od božanskog pogleda mijenja se i svrha znanja, naime, dok je ranija kozmologija težila ka znanju radi samog znanja, sofistima svrha znanja jeste praktična. Ovakva filozofska orijentacija bit će prisutna kod Sokrata i kinika.

## Gnoseologija
Neki znanstvenici misle da njegova gnoseologija podsmejava elejsku dijalektiku. Teško da je smatrao da ništa ne postoji. On je vjerojatno htio da elejskom dijalektikom svede elejsku filozofiju na besmislicu, bitak je nebitak nije.

## Poveznice
- Sofisti
- Protagora
- Hipija
- Kritija